# ودرینا
ودرینا (به لاتین: Vedrina) روستایی در بلغارستان است که در استان دوبریچ واقع شده‌است.